# Кюдорф
Кюдорф (нім. Kühdorf) — громада в Німеччині, розташована в землі Тюрингія. Входить до складу району Грайц.
Площа — 2,20 км2. Населення становить Невірний параметр metadata 16 076 038 ос. (станом на 31 грудня 2021).